# Josef Grond
Josef Grond (12. března 1817 Králíky – 4. dubna 1904 Králíky) byl rakouský a český politik německé národnosti, v 70. letech 19. století poslanec Českého zemského sněmu, starosta města Králíky.

## Biografie
V 70. letech 19. století se krátce zapojil do zemské politiky. Ve volbách v roce 1870 byl v kurii venkovských obcí (obvod Žamberk – Králíky – Rokytnice) zvolen do Českého zemského sněmu. Politicky patřil mezi německé liberály (takzvaná Ústavní strana, liberální a centralistická formace, odmítající federalistické aspirace neněmeckých národností).
V letech 1873–1876 zastával poté, co rezignoval Johann Kretschmer, funkci starosty rodných Králík. Byl členem místních spolků. V roce 1873 založil hasičský spolek. Patřil k nejbohatším měšťanům.